# Rahiolisaurus
Rahiolisaurus – rodzaj teropoda z rodziny abelizaurów (Abelisauridae) żyjącego w późnej kredzie na obecnych terenach Azji. Został opisany w 2010 roku przez Fernanda Emilia Novasa i współpracowników w oparciu o skamieniałości odkryte w datowanych na najpóźniejszą kredę osadach formacji Lameta w pobliżu wioski Rahioli w indyjskim dystrykcie Kheda, w stanie Gudźarat. Rahiolisaurus był dużym i smukłym teropodem – szacuje się, że mógł osiągać około 8 m długości. Miał również smukłe kończyny. Liczne odkryte szczątki sugerują, że jest to odrębny takson od sympatrycznego z nim innego abelizaura Rajasaurus narmadensis. W 2010 roku Ariel Méndez i współpracownicy wstępnie opisali kość ramienną należącą do Rahiolisaurus – wykazuje ona cechy zaawansowane charakterystyczne dla abelizaurów, tym samym potwierdzając, że jest to pierwsza odkryta w Indiach kość ramienna należąca do przedstawicieli tej grupy.
Nazwa Rahiolisaurus pochodzi od zlatynizowanego greckiego słowa sauros („jaszczur”) oraz wioski Rahioli, w pobliżu której odkryto skamieniałości. Również nazwa gatunkowa gatunku typowego, gujaratensis, odnosi się do miejsca odnalezienia szczątków tego teropoda – stanu Gudźarat.